# Årås
Årås es el centro administrativo del municipio de Austrheim en la provincia de Hordaland, Noruega. Se localiza en el centro de la isla de Fosnøyna, a 2 km al noreste de Austrheim. En el 2013 tenía 603 habitantes y una superficie de 0,64 km².